# Mark Coulier
Pour les articles homonymes, voir Coulier.
Mark Coulier (né en 1964 dans le Lancashire) est un maquilleur de cinéma britannique, qui a travaillé en particulier sur les films de la série Harry Potter, X-Men et sur Le Retour de la momie. Il a été récompensé à plusieurs reprises, et notamment par deux Oscar du meilleur maquilage pour La Dame de fer en 2012, et pour The Grand Budapest Hotel en 2015 (partagé avec Frances Hannon).

## Filmographie
- 2001 : Le Retour de la momie
- 2001 : Harry Potter à l'école des sorciers
- 2011 : X-Men : Le Commencement
- 2011 : La Dame de fer
- 2014 : Dracula Untold
- 2015 : The Grand Budapest Hotel
- 2018 : Suspiria
- 2018 : Stan et Ollie
- 2018 : Bohemian Rhapsody
- 2019 : Pinocchio

## Distinctions

### Récompenses
- Emmy Award 2000 : meilleurs maquillages et coiffures pour Arabian Nights[2]
- Oscars 2012 : meilleur maquilage pour La Dame de fer[3]
- Oscars 2013 : meilleur maquilage pour The Grand Budapest Hotel
- BAFTA 2023 : Meilleurs maquillages et coiffures pour Elvis

### Nominations
- BAFTA 2019 : meilleurs maquillages et coiffures (avec Jeremy Woodhead) pour Stan et Ollie et pour Bohemian Rhapsody (avec Jan Sewell)
- David di Donatello 2020 : meilleur maquillage pour Pinocchio
- Oscars 2023 : Meilleurs maquillages et coiffures pour Elvis
- Oscars 2024 : Meilleurs maquillages et coiffures pour Pauvres Créatures